# الصرخة البعيدة الغرائز
الصرخة البعيدة:الغرائز (بالإنجليزية: Far Cry Instincts)‏ هي لعبة فيديو من نوع منظور، صدرت في 2005. وهي متوفرة على أجهزة إكس بوكس 360 وبلاي ستيشن 2 . اللعبة من تطوير يوبي سوفت مونتريال وهي من نشر يوبي سوفت.

## وصلات خارجية
- الصرخة البعيدة الغرائز على موبي غيمز
- Far Cry Instincts: Evolution على موبي غيمز
- Far Cry Instincts: Predator على موبي غيمز
- Far Cry Instincts, a 6-page promotional comic created by Penny Arcade